# 캠퍼스 통신망
캠퍼스 통신망(영어: Campus Network, Campus Area Network, Corporate Area Network, CAN)은 근거리 통신망간의 데이터 전송을 위해서 구성된 제한된 지역 내의 통신망이다. 통신을 하기 위해 필요한 네트워크 스위치나 라우터같은 네트워크 장비와 광케이블, CAT5/E 같은 네트워크 케이블 등은 해당 지역 캠퍼스 소유자(기업, 대학, 정부 등)의 것으로 구성된다. 캠퍼스 통신망은 근거리 통신망(LAN)보다는 크지만, 도시권 통신망(MAN)이나 광역 통신망보다는 작다. 통신망은 크기로 설명을 하자면, 근거리 통신망 < 캠퍼스 통신망 < 도시권 통신망으로 이해할 수 있다. 캠퍼스 통신망은 여러 개의 근거리 통신망 간에 상호간 고속으로 통신할 수 있도록 구성한다.

## 대학교내 통신망
대학교 캠퍼스는 보통 관리동을 포함하여, 강의동, 도서관, 학생회관, 체육관, 기숙사나 기타 여러 부속 건물로 구성이 되어 있기 때문에, 건물간의 데이터 전송을 위한 네트워크가 필요하다. 대학교 건물들이 근교에 있는 경우 라인 매설을 통하여 통신망을 구성한다. 건물이 외부에 있는 경우 전용 라인을 매설하지 않고, 가상 사설망(VPN)을 통하여 연결하기도 한다.
스탠포드 대학교에 있는 스탠포드 대학교 네트워크, MIT의 프로젝트 아테나, 카네기 멜런 대학교에 있는 앤드류 프로젝트가 대학교 캠퍼스 통신망의 초기 모델이다.

## 기업내 통신망
대학교 캠퍼스 네트워크와 마찬가지로, 기업 캠퍼스 네트워크는 기업 내의 건물들을 연결하는 네트워크이다. 구글은 구글 플렉스, 마이크로소프트는 마이크로소프트 캠퍼스라는 이름으로 해당 네트워크를 구성하고 있다. 캠퍼스 네트워크는 일반적으로 고속 인터넷으로 구성이 되는데, 최근에는 1G 혹은 10G 네트워크 수준으로 구성되는 경우가 많다.

## 기준 거리
캠퍼스 네트워크의 범위는 보통 1Km에서 5Km로 알려져 있다. 물리적으로 떨어져 있는 두 건물이 같은 도메인을 가지고 있고, 두 건물간에 상호 통신이 가능하다면, 캠퍼스 네트워크로 연결이 되어 있다고 할 수 있다.

## 같이 보기
- 근거리 통신망
- 도시 통신망
- 광역 통신망

## 참조
1. ↑  “Campus network” (영어). 2019년 8월 20일.
2. ↑  “Campus network” (영어). 2019년 8월 20일.